# Tratado de Dover
El Tratado de Dover, conocido también como Tratado secreto de Dover, fue un tratado, tanto ofensivo como defensivo, firmado entre Inglaterra y Francia en Dover el año 1670. El tratado estipulaba que Francia debería ayudar a Inglaterra a volver al catolicismo, mientras que Inglaterra apoyaría a Francia en su campaña para conquistar las Provincias Unidas de los Países Bajos.

## Negociación
Aunque no se sabe exactamente quién propuso por primera vez esta alianza entre dos países tradicionalmente enemigos, sabemos que ambas naciones habían discutido la posibilidad de estrechar lazos desde 1663. Los únicos participantes en las conversaciones iniciales fueron el rey Luis XIV, el rey Carlos II y la hermana de éste, Enriqueta Ana Estuardo, duquesa de Orleans. Enriqueta era, además, cuñada de Luis XIV, ya que estaba casada con el único hermano del rey, Felipe I de Orleans. 
Las negaciaciones no progresaron hasta 1669 cuando Carlos II supuestamente tuvo una reunión con algunos de sus consejeros. En dicha reunión, Carlos anunció que quería convertirse oficialmente al catolicismo y con él todo su reino. Si esta reunión realmente tuvo lugar es un tema muy discutido. Aunque gran parte del trabajo para el futuro tratado lo había realizado Enriqueta Ana, los puntos definitivos del mismo se debieron a Henry Bennet y Sir Thomas Clifford.

El Rey de Inglaterra hará una profesión pública de la fe católica, y recibirá la suma de dos millones de coronas, que le ayuda en este proyecto, desde el Rey Cristianisimo, en el curso de los próximos seis meses. La fecha de esta declaración se deja completamente a su propio placer. El Rey de Francia fielmente observará el Tratado de Aix-la-Chapelle en cuanto a España, y el rey de Inglaterra mantendrá el Tratado de la Triple Alianza en una manera similar. Si los derechos a la monarquía española volvieran al rey de Francia, el rey de Inglaterra le ayudará en el mantenimiento de estos derechos. Los dos reyes le declaran la guerra a las Provincias Unidas. El rey de Francia les atacará por tierra, y recibirá ayuda de 6.000 hombres desde Inglaterra. El rey de Inglaterra enviará 50 hombres-de-guerra en el mar, y el rey de Francia 30. Las flotas combinadas se corresponden con el duque de York, y el comando de Su Majestad Británica se contentará con recibir Walcheren, la desembocadura del Escalda, y la isla de Cadzand, como su parte de las provincias conquistadas. Artículos separados se proporcionan para los intereses del príncipe de Orange. El Tratado de Comercio, que ya ha comenzado, se celebrará tan pronto como sea posible.

## Términos
Los términos del tratado recogían que Luis proveería de fondos a Carlos (para librarle de la dependencia del Parlamento) y un contingente de 6.000 hombres para convertir Inglaterra (y probablemente Escocia) al catolicismo. Por otro lado, Carlos debía abandonar la Triple Alianza con Suecia y los Países Bajos y apoyar a Luis en la Guerra de Holanda. Si el resultado de dicha guerra era favorable para los franceses, Inglaterra sería recompensada con varios puertos fluviales en la zona conquistada.  
- Datos: Q1191077